# Yu Yang
Pour les articles homonymes, voir Yu.
Dans ce nom, le nom de famille précède le nom personnel.
Yu Yang (chinois : 于洋 ; pinyin : Yú Yáng), née le 7 avril 1986 à Haicheng, dans la province de Liaoning, est une joueuse chinoise de badminton, championne olympique en double dames aux Jeux olympiques d'été de 2008 à Pékin.
Elle est numéro 1 mondiale en double dames.

## Carrière
Elle remporte en double avec sa coéquipière Du Jing le Polish International (en 2004), les Masters de Chine (en 2005), les championnats d'Asie de badminton et l'Tournoi de tennis de Suisse (en 2006), l'Open de Russie, l'Open de Hong-Kong et l'Open d'Indonésie (en 2007), et les Open de France, de Singapour et de Corée du Sud en 2008.
En double mixte avec He Hanbin, elle gagne les championnats d'Asie de badminton, les Opens de Thaïlande et du Danemark en 2007, puis en 2008 les Opens d'Inde, de Suisse, de Malaisie et de France
En 2006, elle gagne la médaille de bronze aux championnats du monde de badminton de 2006 avec Du Jing ; elles remportent la médaille d'or aux Jeux olympiques d'été de 2008 à Pékin face à l'équipe de Corée. Elle obtient une médaille de bronze en double mixte (avec He Hanbin) lors du même évènement.
Elle obtient également une médaille d'or aux championnats du monde de badminton en 2011 en double dames avec Wang Xiaoli.
Elle est disqualifiée lors des Jeux olympiques d'été de 2012 avec sept autres joueuses de badminton pour « n'avoir pas fait tout leur possible pour remporter la victoire » et annonce son abandon de la compétition. Elle est revenue sur sa décision et poursuit sa carrière sur la même lancée puisque depuis mars 2013, elle est numéro 1 mondiale, associée à Wang Xiaoli.